# Frühlings-Adonisröschen
Das Frühlings-Adonisröschen oder der Frühlings-Adonis (Adonis vernalis) ist eine Pflanzenart aus der Gattung der Adonisröschen (Adonis) in der Familie der Hahnenfußgewächse (Ranunculaceae). Als Frühblüher bildet es bereits im April seine auffälligen gelben Blüten aus. In Zentraleuropa ist die Art gefährdet und steht unter Naturschutz.

## Beschreibung und Ökologie

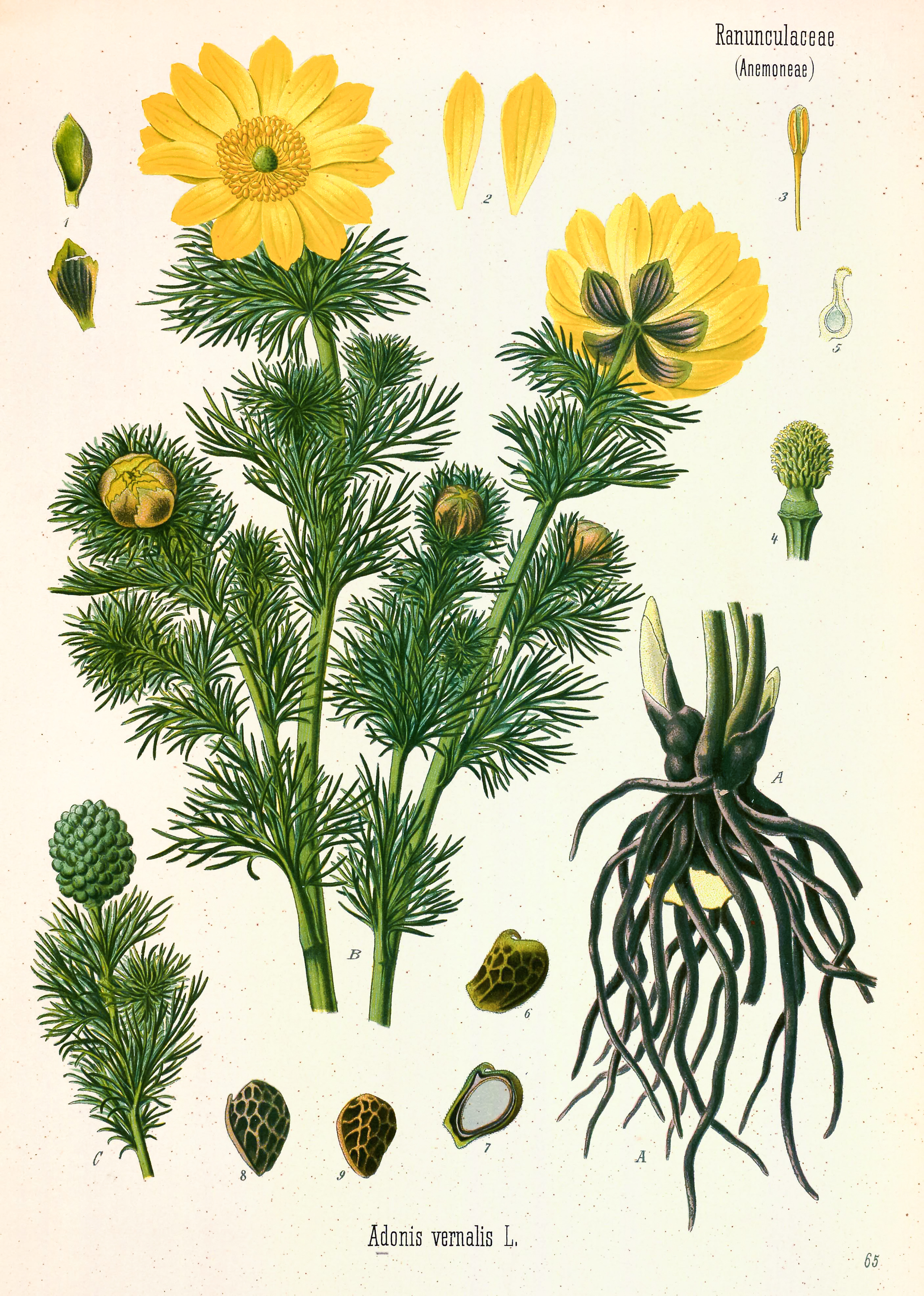
Illustration in Köhler’s Medizinal-Pflanzen Gera 1887

### Allgemeine Merkmale und Blätter
Das Frühlings-Adonisröschen ist eine ausdauernde krautige Pflanze, die Wuchshöhen von 10 bis 40, selten bis zu 60 Zentimetern erreicht. Als Speicherorgan dient ein kräftiges Rhizom, dem zum Austrieb zahlreiche Sprosse entspringen. Wie für einen Hemikryptophyten typisch, befinden sich die Überdauerungsknospen an der krautigen Sprossachse nahe der Erdoberfläche und werden durch die Laubdecke oder abgestorbene Blätter geschützt. Das Wurzelsystem ist reich verzweigt und reicht bis zu 1 Meter tief. Die vegetative Vermehrung wird über das Rhizom sichergestellt.
Die meist unverzweigten Stängel wachsen aufrecht. Die fast sitzenden Laubblätter sind wechselständig an der Sprossachse angeordnet. Sie sind ein- bis vierfach fiederschnittig (= fein gefiedert), wobei die einzelnen hellgrünen Fiederchen eine linealische Form aufweisen.

### Blüte und Blütenökologie
Dicht unterhalb jeder Blüte befindet sich ein Kranz gefiederter Laubblätter. Die endständigen Einzelblüten messen 4 bis 8 Zentimeter im Durchmesser. Eingeleitet wird die Blüte von fünf breit-eiförmigen, weich behaarten bräunlichen Kelchblättern. Sie liegen eng den spiralig gestellten Kronblättern an. Die zehn bis zwanzig freien Kronblätter sind schmal-keilförmig, 20 bis 40 Millimeter lang und besitzen eine leuchtend (hell)gelbe Farbe. Diese Farbgebung wird durch Flavonglycoside hervorgerufen. Zahlreiche gelbe Staubblätter säumen die ebenfalls in Vielzahl vorhandenen unverwachsenen Fruchtblätter, botanisch als chorikarpes Gynoceum bezeichnet.

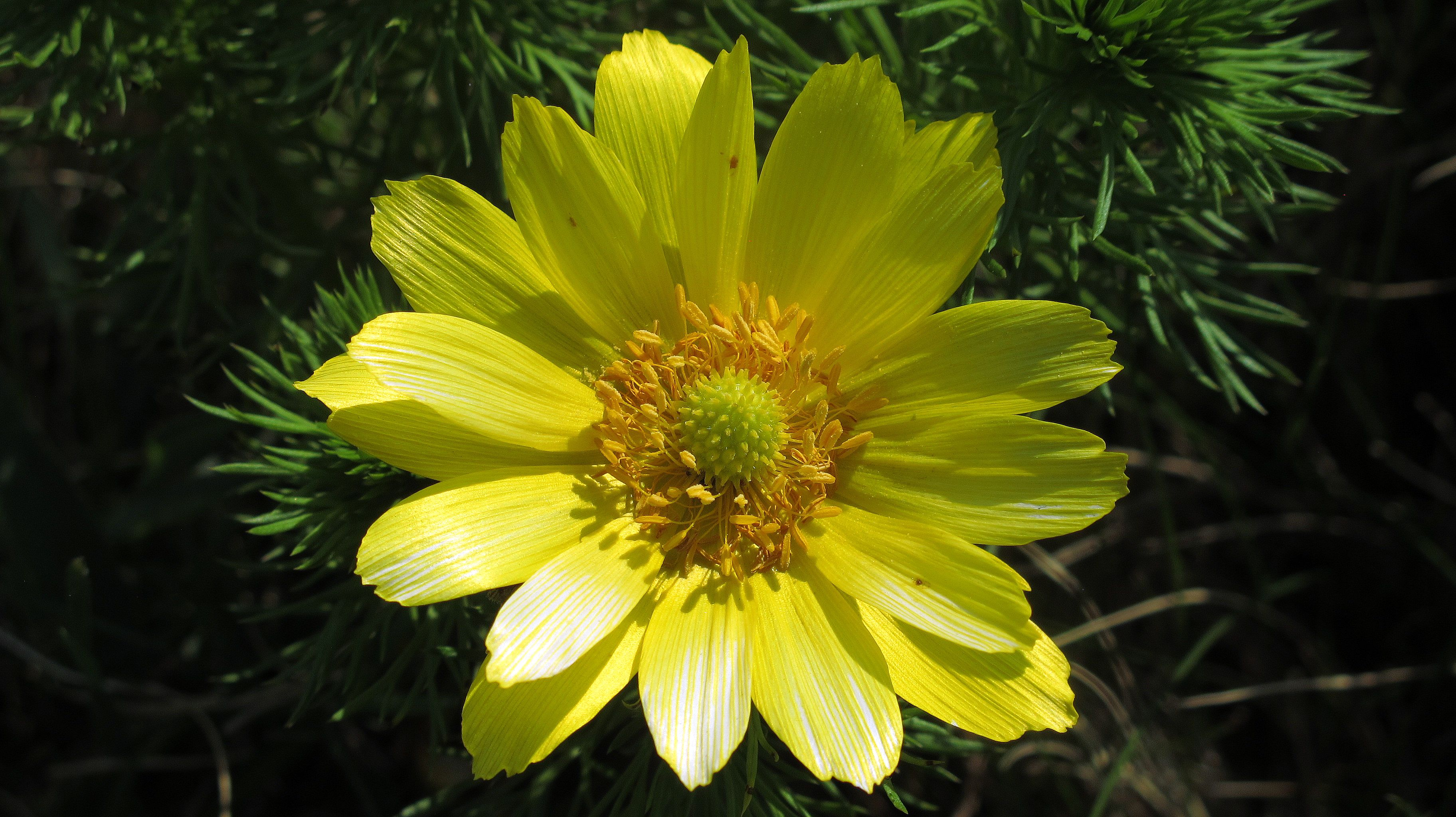
Blüte im Sonnenschein

Bei Sonnenschein öffnen sich die Blüten, breiten ihre Blütenhüllblätter aus und wenden sich der Sonne zu. Blütenökologisch handelt sich um vorweibliche Scheibenblumen, die ein hohes Pollenangebot für Bestäuber bereithalten. Nektar wird nicht gebildet. Typische Bestäuber sind pollensammelnde Bienen und pollenfressende Fliegen.

### Frucht und Ausbreitungsökologie
Die zahlreichen Fruchtblätter entwickeln sich nach erfolgreicher Befruchtung zu Nüsschen, die dicht der mittlerweile verlängerten Blütenachse ansitzen und in ihrer Gesamtheit als Sammelnussfrucht bezeichnet werden. Die in der kugeligen Sammelfrucht enthaltenen eiförmigen Nüsschen werden etwa 5 Millimeter lang. Sie sind zerstreut kurz weiß behaart. Das Exokarp weist eine netznervige Struktur auf. An der Spitze befindet sich der Griffelrest in Form eines hakenförmigen Schnabels. An der Basis der Frucht besteht das Exokarp aus nährstoffhaltigen Zellen, dem Elaiosom.
Die bei Reife ausgetrockneten, hellbraunen Nüsschen fallen einzeln von der Blütenachse ab. Vom Elaiosom angelockte Ameisen übernehmen die weitere Ausbreitung (Myrmekochorie).
Die Chromosomenzahl beträgt 2n = 16.

## Vorkommen und Gefährdung
Das Frühlings-Adonisröschen stammt ursprünglich aus Sibirien und dem Altai. Es ist auch auf Trocken- und Steppenrasen sowie in Kiefernwäldern in Europa und in Westsibirien zu finden. Das Arealzentrum ist westasiatisch-südsibirisch-pontisch-pannonisch.
Die Einwanderung des Frühlings-Adonisröschens nach Mitteleuropa erfolgte erst am Ende der letzten Eiszeit, der Weichseleiszeit. Durch die Tätigkeit der Menschen, Waldrodung und Schafzucht wurden neue Standorte für das Frühlings-Adonisröschen geschaffen. Verbuschung, Wiederbewaldung und der Ackerbau drängten diese Art in Mitteleuropa auf ihre heutigen Reliktvorkommen (sog. Xerothermrelikte) zurück. Alle drei zuletzt genannten Faktoren gefährden auch weiterhin diese mitteleuropäischen Standorte, die ohne Landschaftspflegemaßnahmen auch nicht erhalten bleiben würden.

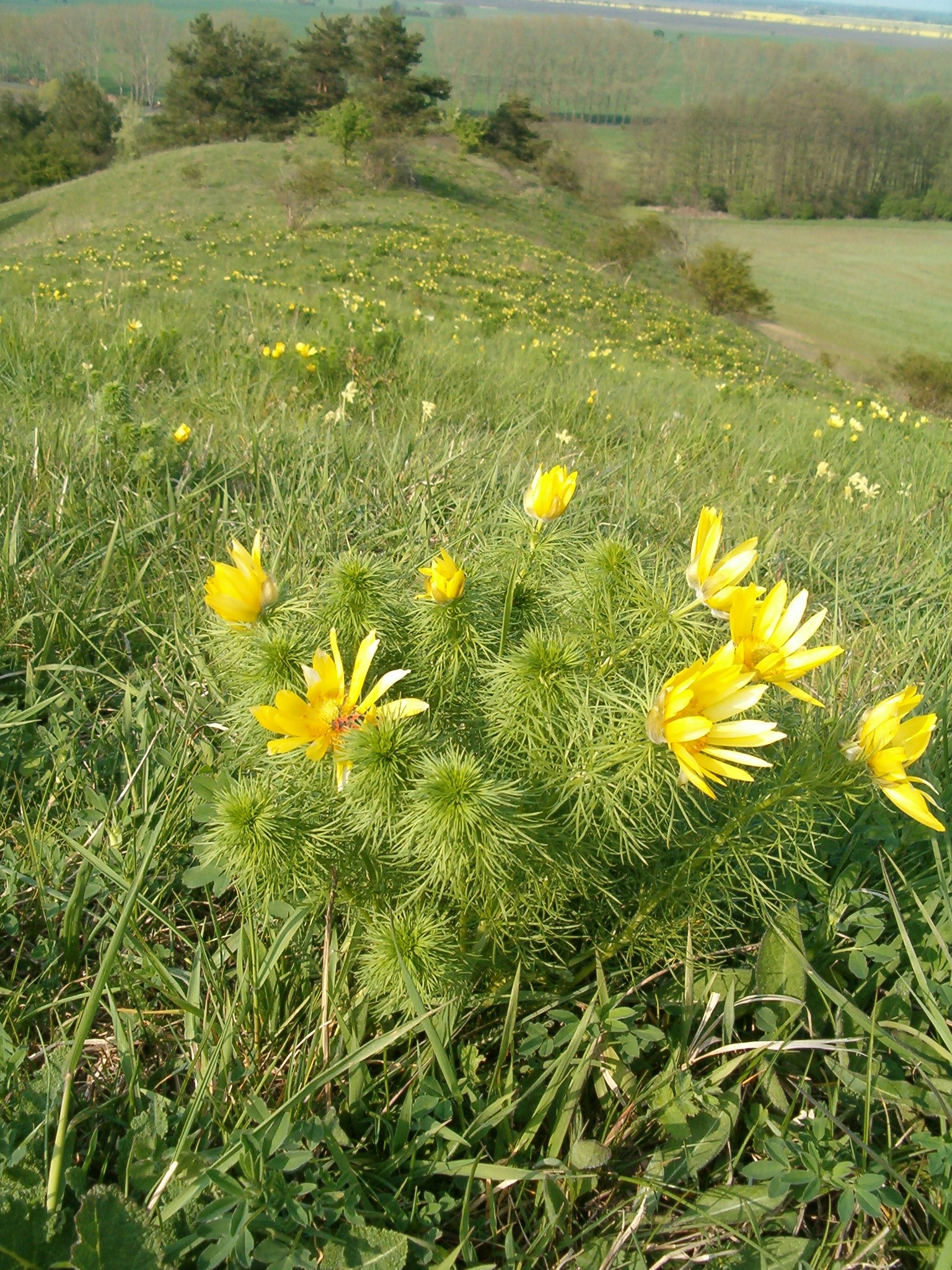
Standort bei Mallnow in Brandenburg

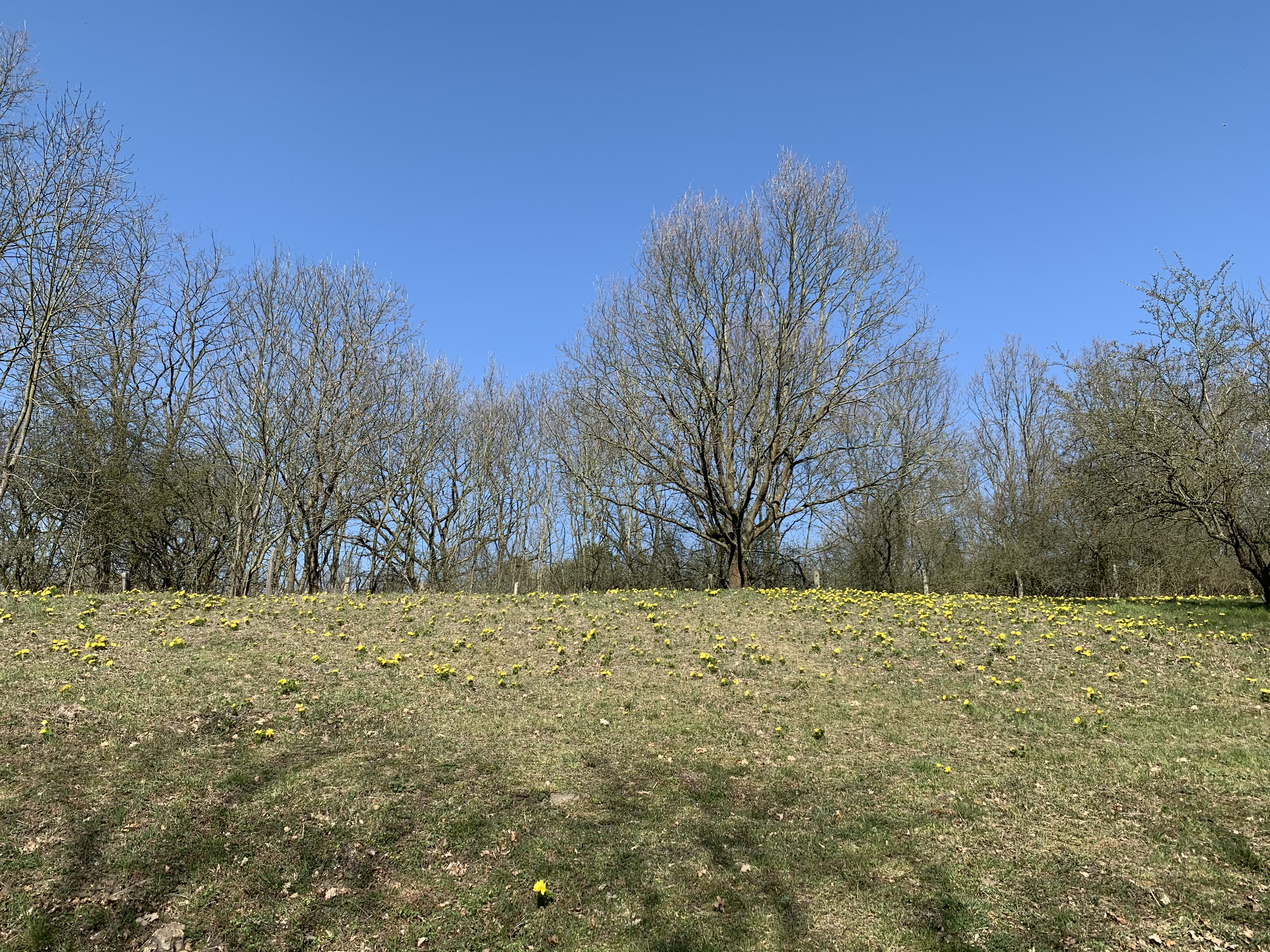
Standort bei Lebus in Brandenburg

In Deutschland kommt das anspruchsvolle Frühlings-Adonisröschen als westlicher Vorposten vor allem in den neuen Bundesländern vor; dort in trockenen Gegenden wie in Brandenburg – wobei das Frühlings-Adonisröschen immer nur lokal verbreitet ist. Nördlich von Frankfurt (Oder) gibt es einige Standorte, beispielsweise am Steilhang der Oder bei Lebus, der Priesterschlucht oder auf Hängen bei Mallnow. Die größte zusammenhängende Fläche findet man jedoch in den Bergen zwischen Carzig, Libbenichen und Dolgelin. In Dolgelin gibt es eine jährlich wiederkehrende geführte Wanderung zu den Adonisröschen (in der Regel am 3. Samstag im April).
Nach Westen und Nordwesten tritt das Frühlings-Adonisröschen heute in Deutschland nur noch in getrennten Kleinarealen auf: Etwas häufiger sind dabei Standorte im Mitteldeutschen Trockengebiet, beispielsweise im Gebiet der Thüringer Drei Gleichen, nördliches Harzvorland, am Südhang des Kyffhäuser, „Hünerküche“ (bei Bebertal in Sachsen-Anhalt), Weinberggrund bei Hecklingen (in Sachsen-Anhalt). Aber nur ganz vereinzelt im Rhein-Main-Trockengebiet, zum Beispiel auf dem Mainzer Sand oder den Karlstadter Trockenrasen. In Bayern gibt es nur wenige Fundorte, beispielsweise Sulzheimer Gipshügel, Garchinger Heide und am Sodenberg.
In Österreich wächst das Frühlings-Adonisröschen im pannonischen Gebiet in den Bundesländern Wien, Niederösterreich und dem Burgenland. Es tritt häufig bis zerstreut auf, seine Standorte sind jedoch selten. Hauptvorkommen sind Trocken- und Halbtrockenrasen; Nebenvorkommen sind Staudensäume trockenwarmer Standorte.
Allgemein ist das Frühlings-Adonisröschen in kollinen oder montanen Höhenstufen (Alpen und Mittelgebirge) zu finden. Es gedeiht in Trockenwiesen, lichten Föhrenwäldern, sonnigen Eichenwäldern, lockeren Flaumeichenwäldern, Halbtrockenrasen oder auch auf trockenwarmen und buschigen Hügeln. Das Frühlings-Adonisröschen bevorzugt trockene, basen- und kalkreiche, neutrale, humose und lockere Lehm- oder Lössböden.
Die ökologischen Zeigerwerte nach Landolt & al. 2010 sind in der Schweiz: Feuchtezahl F = 2 (mäßig trocken), Lichtzahl L = 4 (hell), Reaktionszahl R = 5 (basisch), Temperaturzahl T = 5 (sehr warm-kollin), Nährstoffzahl N = 2 (nährstoffarm), Kontinentalitätszahl K = 5 (kontinental).
Das Frühlings-Adonisröschen wird in Deutschland und der Schweiz mit dem Gefährdungsgrad 3 (gefährdet) bewertet. In Österreich gilt es als gefährdet und steht unter vollständigem gesetzlichen Naturschutz. In Bayern ist es stark gefährdet (Gefährdungsgrad 2).
Adonis vernalis wird seit dem 16. August 2000 bei CITES im Anhang II gelistet. Damit ist der internationale Handel mit der Pflanze, der vor allem als Droge zu medizinischen Zwecken erfolgt, nicht generell verboten, bedarf aber einer vom Ausfuhrland auszustellenden Genehmigung.
Als Gefährdungsursachen gelten Bebauung, Umwandlung von Grün- in Ackerland, Abbau und Abgrabung, Überschüttung und Auffüllung, private und wissenschaftliche Sammler, Verbuschung von Magerrasen.

### Pflanzensoziologie
Es ist Kennart der pflanzensoziologischen Assoziation Adonisröschen-Fieder-Zwenken-Rasen (Adonido-Brachypodietum) Krausch 1959. Eine weitere Assoziation, der Adonisröschen-Saum (Adonido-Peucedanetum cervariae, auch als Adonido-Thalictretum minus bezeichnet), aus dem Verband der thermopilen Saumgesellschaften (Geranion sanguinei) wurde von Passarge 1979 beschrieben. Die Assoziation tritt im Gebiet der mittlerem Oder auf. Es wird vermutet, dass sie auch in Polen vorkommt. Typische Arten sind neben dem Frühlings-Adonisröschen die ebenfalls namensgebende Kleine Wiesenraute, sowie Kleines Mädesüß, Ähriger Ehrenpreis, Gewöhnlicher Glatthafer, Färber-Meier, Mittleres Leinblatt, Mittlerer Wegerich und Steppenfenchel. Die Gesellschaft besiedelt flach gelegene Mull-Pararendzinen mit einem pH-Wert zwischen 6,9 und 7,1 auf Moränen der Weichseleiszeit. Standorte sind die Südseite von Hängen, die eine mittlere bis starke Neigung aufweisen. Sie befinden sich im subkontinentalen Klimabereich, der durch eine durchschnittliche Niederschlagsmenge von 480 bis 520 mm pro Jahr charakterisiert ist.

## Taxonomie
Die Erstbeschreibung von Adonis vernalis erfolgte 1753 durch Carl von Linné in Species Plantarum, Band 1, S. 547–548. Ein Homonym ist Adonis vernalis Asso (veröffentlicht in Syn. Stirp. Aragon. 1779, S. 70). Ein Synonym für Adonis vernalis L. ist Adonanthe vernalis (L.) Spach. Das Artepitheton vernalis bedeutet im „Frühling blühend“ und es ist vom lateinischen Wort ver für Frühling abgeleitet.

## Namensherkunft und weitere Trivialnamen
Der Gattungsname Adonis leitet sich von den blutrot-blühenden Arten ab. Nach der griechischen Mythologie verwandelte Aphrodite ihren Liebling Adonis, der durch einen vom eifersüchtigen Ares gesandten Eber getötet wurde, in die blutrote Blume. Von daher ist der Name Adonisröschen für das gelbblühende Frühlings-Adonisröschen nur zu verstehen, wenn man weiß, dass es auch rotblühende Arten gibt, siehe Gattung Adonisröschen.
Darüber hinaus werden oder wurden, zum Teil auch nur regional, auch folgende Trivialnamen verwendet: Christwurz, Böhmische Christwurz (Schlesien), Schwarz Niesswurz, Teufelsaugen (Mark Brandenburg, Schlesien), Ziegenblume (Mark bei Küstrin), Lieberlei.

## Verwendung
Das Frühlings-Adonisröschen ist eine seit langer Zeit in der Heilkunde unter verschiedenen Namen verwendete Pflanze, insbesondere deren Wurzel, die jedoch gelegentlich mit der „Schwarzen Nießwurz“ (das heißt der Schneerose) verwechselt wurde. Gelegentlich wird das Frühlings-Adonisröschen als Zierpflanze in Gärten der gemäßigten Breiten verwendet. Kultivierte Pflanzen fallen nicht unter die Bestimmungen der CITES im Anhang II.
Die Gemeinde Bollstedt führt es im örtlichen Wappen und die DDR-Post gab 1966 eine Sonderbriefmarke heraus.

## Medizinische Bedeutung und Inhaltsstoffe
Der russische Mediziner N.O. Bubnoff führte im Jahr 1879 die Pflanze erstmals in die moderne offizinelle Medizin ein. Er setzte Extrakte der Pflanze als herzanregendes Mittel ein. Dies begründete das Interesse an der weiteren Erforschung der Inhaltsstoffe von Adonis vernalis. Im Vorfeld wird insbesondere die Anwendung bei Ödemen in der ehemaligen Sowjetunion hervorgehoben.
Als Heildroge (Adonidis herba, Herba Adonidis, Herba Adonidis vernalis) werden die getrockneten oberirdischen Teile der blühenden Pflanze verwendet. Sie enthalten etwa 30 Cardenolidglykoside, besonders Adonitoxin (Adonitoxigenin) und Cymarin. Weitere Inhaltsstoffe sind Flavonoide wie Adonivernith.
Die Kommission E des ehemaligen Bundesgesundheitsamts sah 1988 eine Indikation des Adonisröschenkrauts für leichte Herzinsuffizienz und nervöse Begleitsymptomatik. Wegen schwieriger Dosierung wird von der Anwendung abgeraten. Die Homöopathie kennt Adonis bei Herzschwäche mit Nierenproblemen, Rheuma, und Überfunktion der Schilddrüse.